# Нееман, Шломо
Шломо Нееман (род. 1973) — израильский общественный и политический  деятель, с 14 февраля 2017 года — руководитель регионального совета Гуш-Эцион.

## Биография
Нееман родился в 1973 году в Биробиджане, столице Еврейской автономной области Советского Союза (ныне Россия). С раннего возраста участвовал в еврейской и сионистской деятельности, а в возрасте 16 лет основал представительство движения Бейтар в Биробиджане и стал командиром Маоза. В том же 1990 году Нееман репатриировался с семьёй в Израиль. Жил сначала в Иерусалиме, а с 1991 года — в поселении Кармей-Цур в Гуш-Эционе. Выпускник ешивы Хар-Эцион, педагог по образованию, выпускник колледжа Яакова Герцога. Служил в ЦАХАЛе в танковых войсках военным медиком, а после увольнения в запас окончил курс военных раввинов.

## Карьера
С 2000 года Нееман занимал ряд должностей в Еврейском агентстве "Сохнут", сначала в качестве посланника в Украине и Молдове, затем в качестве директора отдела еврейского образования и, наконец, в качестве директора отдела еврейского образования на территории бывшего Советского Союза. В 2001 году основал в Киеве образовательный центр "Мидраша Ционит". Нееман управлял благотворительным и инвестиционным фондами, был членом нескольких советов директоров различных публичных компаний. Был главным советником министра Иерусалима и наследия и министра по охране окружающей среды Зеэва Элькина.
Шломо Нееман — один из активистов подъёма на Храмовую гору. Свиток Торы, который был написан в честь двадцатипятилетия репатриации его семьи в Израиль, Нееман посвятил синагоге, которая будет построена на Храмовой горе.
14 февраля 2017 года Нееман был избран главой регионального совета Гуш-Эцион на внеочередных выборах, объявленных после отставки Давида Перла с поста главы совета. На общеизраильских муниципальных выборах 2018 года, состоявшихся 30 октября, был перевыбран на должность главы совета.
Шломо Нееман известен как борец за применение суверенитета Израиля в Иудее и Самарии, активно продолжает заниматься просветительской деятельностью среди русскоязычных евреев.

## Личная жизнь
Нееман женат на Шломит, отец пятерых детей, имеет троих внуков.

## Внешние ссылки
- Интервью газете "Коммерсант"
- Интервью газете "Вести"
- Про выборы в региональный совет Гуш-Эцион
- Интервью украинской газете "Хадашот"